# En Ande-historie
En Ande-historie er en dansk tegnefilm fra 1920 med instruktion og animation af Robert Storm Petersen.

## Handling
En vagabond stjæler en and, propper den ind under sin bluse, så kun vingerne stikker ud, og lader sig således transportere over mark og skov. Han ender hos en kunstmaler, hvis billeder bliver levende.